# Abidama producta
Abidama producta är en insektsart som först beskrevs av Walker 1851.  Abidama producta ingår i släktet Abidama och familjen spottstritar. Inga underarter finns listade i Catalogue of Life.